# Delftplein
Het Delftplein is een verkeersplein gelegen in de Nederlandse stad Haarlem. Het plein is onder andere in gebruik als busstation van Connexxion, die in dit gebied de concessie verzorgt namens de provincie Noord-Holland. Het plein verschaft toegang tot de provinciale weg 208, ook wel Westelijke Randweg genoemd. Het plein is gelegen in de kop van Haarlem-Noord op de grens met gemeente Velsen en de dorpen Santpoort-Noord en Velserbroek.

## Busstation
Het busstation Haarlem, Delftplein/Spaarne Gasthuis wordt door de volgende bussen bediend.
| Lijn                              | Route | Bijzonderheden                                      |
| --------------------------------- | --- | --------------------------------------------------- |
| Stadsdienst                       | |                                                     |
| 2                                 | Haarlem, Station Spaarnwoude (zuid) - Zuiderpolder - Slachthuiswijk - Centrum - Haarlem, Station - Kleverpark - Sinnevelt - Haarlem, Delftplein/Spaarne Gasthuis                                                                     |                                                     |
| 3                                 | Haarlem, Schalkwijk Centrum - Spaarne Gasthuis (locatie Haarlem-Zuid) - Centrum - Haarlem, Station - Haarlem, Delftplein/Spaarne Gasthuis - Velserbroek - Driehuis - IJmuiden, Rotonde Stadspark                                     |                                                     |
| Streekdienst en overige buslijnen | |                                                     |
| 12                                | Haarlem, Delftplein/Spaarne Gasthuis - Spaarndam, Westhoff |                                                     |
| 14                                | Heemstede, Station - Ramplaankwartier - Centrum - Haarlem, Station - Haarlem, Delftplein/Spaarne Gasthuis |                                                     |
| 73                                | Haarlem, Schalkwijk Centrum - Centrum - Haarlem, Station - Haarlem, Delftplein/Spaarne Gasthuis - Velserbroek - Beverwijk, Station - Heemskerk - Castricum, Station                                                                  |                                                     |
| 481                               | Haarlem, Delftplein/Spaarne Gasthuis - Bloemendaal - Ramplaankwartier | Buurtbus                                            |
| 568                               | Haarlem, Delftplein/Spaarne Gasthuis → Haarlem, Station → Cruquius, Spaarne Werkt | Spitslijn                                           |
| 569                               | Cruquius, Spaarne Werkt → Haarlem, Station → Haarlem, Delftplein/Spaarne Gasthuis | Spitslijn                                           |
| N80                               | Amsterdam, Leidseplein → Halfweg → Haarlem, Spaarnwoude Station → Haarlem, Station → Haarlem, Delftplein/Spaarne Gasthuis → Velserbroek → Beverwijk, Station                                                                         | Nachtbus, rijdt alleen op vrijdag- en zaterdagnacht |
| R-net                             | |                                                     |
| 385                               | Haarlem, Station - Haarlem, Delftplein/Spaarne Gasthuis - Santpoort - Driehuis - IJmuiden, Dennekoplaan |                                                     |
| N30                               | IJmuiden - Haarlem, Delftplein/Spaarne Gasthuis - Haarlem, Station - Schalkwijk - Vijfhuizen - Hoofddorp, Spaarne Gasthuis - Hoofddorp, Station - Schiphol - Amstelveen - Ouderkerk aan de Amstel - Amsterdam, Station Bijlmer ArenA | Nachtbus                                            |